# ISO 3166-2:NA
ISO 3166-2:NA est l'entrée pour la Namibie dans l'ISO 3166-2, qui fait partie du standard ISO 3166, publié par l'Organisation internationale de normalisation (ISO), et qui définit des codes pour les noms des principales administration territoriales (e.g. provinces ou États fédérés) pour tous les pays ayant un code ISO 3166-1.

## États (14)
Les noms des subdivisions sont listés selon l'usage de la norme ISO 3166-2, publiée par l'agence de maintenance de l'ISO 3166.
```
NA-ER
 
Erongo

NA-HA
 
Hardap

NA-KA
 
Karas
 (variante locale : ǁKaras)

NA-KE
 
Kavango East

NA-KW
 
Kavango West

NA-KH
 
Khomas

NA-KU
 
Kunene

NA-OW
 
Ohangwena

NA-OH
 
Omaheke

NA-OS
 
Omusati

NA-ON
 
Oshana

NA-OT
 
Oshikoto

NA-OD
 
Otjozondjupa

NA-CA
 
Zambezi
```

Historique des changements
- 3 novembre 2014 : Suppression d'une région NA-OK (Okavango); ajout de 2 régions NA-KE et NA-KW; changement du nom de la subdivision NA-CA
- 15 novembre 2016- : Ajout d’une variation locale pour NA-KA; mise à jour de la Liste Source